# Charlotte (anime)
A Charlotte egy 2015-ös japán anime televíziós műsor, amelyet a P.A. Works és az Aniplex készített és Aszai Josijuki rendezett. Az anime 13 epizódot adott le Japánban 2015. július 5. és szeptember 27. között. Egy eredeti videóanimációs epizód 2016 márciusában jelent meg. Két mangasorozatot adtak ki az ASCII Media Works Dengeki G képregényében. A történet egy alternatív valóságban játszódik, ahol a gyermekek kis százaléka emberfeletti képességeket fejez ki a pubertáskor elérésekor. A figyelem középpontjában Jú Otoszaka, egy középiskolás fiú áll, aki felébreszti a mások ideiglenes birtoklásának képességét. Ez felhívja Nao Tómóri, az ilyen képességű gyermekek számára menedékhelyként létrehozott iskola diáktanácsának elnökének figyelmét.
A történetet eredetileg Maeda Dzsun tervezte, aki szintén a forgatókönyvet írta és a zene egy részét komponálta, eredeti karaktereit Na-Ga tervezte. Maeda és Na-Ga a Key vizuális regény-készítő cégnél dolgoztak, és Charlotte a második eredeti anime sorozat, ami a Key által lett létrehozva, követve a 2010-ben készített Angel Beats!-et. Maeda már jóval azelőtt kitalálta a Charlotte koncepcióját, hogy 2012 elején felkeresték, hogy az Angel Beats után egy másik anime sorozaton dolgozzon. Maeda leszűkítette a főszereplők számát az Angel Beats-hez képest és megpróbált nagyobb figyelmet fordítani a viselkedésükre. Ahelyett, hogy ugyanazokat a dolgozókat alkalmaznák, akik az Angel Beats-en dolgoztak, A Charlotte célja az volt, hogy olyan munkatársakat hozzon össze, akik új változatosságot adnak az alkotói folyamatnak, így megakadályozva, hogy az Angel Beats-en végzett munka befolyásolja őket.
A Charlotte-ot megdicsérték kiszámíthatatlansága és felidéző pillanatai miatt, de történetbeli haladását és felépítését hatástalannak bírálták. Széles közönség számára megközelíthetőnek és a "moe anime" sztereotípia dacolásának minősítették. Annak ellenére, hogy a komikus elemeket butának és régimódinak hívták, összességében dicsérték őket, mert némi megkönnyebbülést nyújtottak a súlyos pillanatokban, amelyeket az egyik kritikus a szájpadlás tisztítójához hasonlított. A P.A. Works produkcióját csodálatos animációs sorozatai és kifejező operatőri munkái miatt dicsérték.

## Cselekmény
Charlotte egy alternatív valóságban játszódik, ahol a Charlotte nevű rövid időszakú üstökös 75 évente egyszer elhalad a Föld közelében. Amint ez megtörténik, akkor szétszóródik az üstökös-por a Földre, ami a serdülőkor előtti gyerekek kis százalékában, akik belélegzik a port, emberfeletti képességekre tesznek szert a pubertáskor elérése után. Japánban a történet a főszereplőt, Jú Otoszakát követi, egy fiút, akinek a képessége, hogy öt másodpercre ideiglenesen megszálljon egy másik személyt. Bár abban reménykedik, hogy képes csalárd módon gondtalanul élni a középiskolai életet, amikor Nao Tómóri által leleplezésre kerül. Nao, aki képes láthatatlanná válni egy adott célpont előtt, rákényszeríti, hogy iratkozzon át a Hosinaumi Akadémia (星ノ海学園; Hepburn: Hoshinoumi Gakuen, ’"Csillagtenger Akadémia"’)-ba  és csatlakozzon annak diákönkormányzatához, amelynek az elnöke. A diáktanácsban szerepel Dzsódzsiró Takadzsó is, egy fiú, akinek a képessége az, hogy irányíthatatlanul nagy sebességgel tud mozogni. A hallgatói tanács fő célja a képességeiket használó fiatalok biztonságának biztosítása azoktól a szervezetektől, amelyek igyekeznek kihasználni erejüket. Ezzel a diákönkormányzat figyelmezteti a képességhasználókat a képességeik nyílt használatának potenciális veszélyére. Ez a diákönkormányzatot Jusza Nisimori popénekeshez vezeti, aki képes közvetíteni a halottak szellemét médiumként. Jusza halott idősebb nővére, Misza gyakran használja ezt a képességet, hogy bármikor szabadon megszállhassa, ami lehetővé teszi Miszának, hogy használja saját képességét, a pirokinézist. Nao hamarosan megszervezi, hogy Jusza átmenjen a Hoshinaumi Akadémiára és csatlakozzon a diákönkormányzathoz.
Jú húga, Ajumi váratlanul aktiválja képességét, ami képes bármit összeomlasztani, és ez a halálát eredményezi. Jú ennek következtében mély depresszióba esik, és elszigeteli magát, de Nao-nak sikeresen sikerül kihúznia depressziójából, és ráveszi, hogy térjen vissza a diákönkormányzatba. Amikor Nao-val a Zhiend post-rock zenekar egy koncertjén vannak, Jú emlékezik korábban elfojtott emlékére, amiben bátyja, Sanszúke szerepel, aki képes időutazásra. Sanszúke ezt a képességét arra használta, hogy létrehozza a Hoshinaumi Akadémiát és egy kapcsolt szervezetet, ami kifejlesztett egy vakcinát, hogy megakadályozza a gyermekek képességeinek kibontakozását, mielőtt azok megnyilvánulnának, de többszöri próbálkozásai miatt megvakult. Jú megtudja, hogy képességének valódi természete lehetővé teszi, hogy ellopja egy másik személy képességét azáltal, hogy birtokolja őket. Jú elveszi Sanszúke képességét, hogy visszamenjen az időben, és végül megakadályozza Ajumi halálát azzal, hogy ellopja összeomlási képességét, mielőtt aktiválná.
Egy terrorista csoportnak sikerült elrabolnia Nao-t és Kumagamit, Sanszúke egyik legközelebbi barátját és segédjét, és túszként tartja őket cserébe Jú-ért, aki megpróbálja megmenteni őket. A művelet azonban nem a tervek szerint zajlik, ennek eredményeként Kumagami meghalt és Jú súlyos sérüléseket szenvedett. Miután Jú felépült, elhatározza, hogy megvédi a képességek felhasználóit világszerte azáltal, hogy ellopja képességeiket, Nao javaslata szerint. Ahogy Jú a képességeket lopva járja a világot, minél több képességet eltulajdonít, annál nagyobb terhelés éri őt, és már elveszíti emlékeit és önérzetét. Azonban még mindig képes ellopni mindenki képességeit az egész világon, mielőtt összeomlik. Sanszúke megmenti Jú-t, visszahozva Japánba a barátok és a család körébe. Jú-nak nincsenek múltbeli emlékei, de Nao azt mondja neki, hogy a barátnője. Jú és barátai alig várják az emlékeket, amelyeket ezentúl meg fognak hozni, amikor Jú tovább gyógyul megpróbáltatásaiból.

## Gyártás

### Létrehozás és tervezés
A Charlotte eredeti alkotói, Maeda Dzsun és Na-Ga, akik a Key visual novel-készítő cég tagjai, A Charlotte pedig a második eredeti anime sorozat, amelyet a Key hozott létre a 2010-es Angel Beats alapján. Toba Jószuke (Aniplex) 2012 elején kereste meg Maedát Horikava Kenji, a P.A. Works elnökének felajánlásával, hogy készítsen újabb anime sorozatokat a stúdióval. Maeda meglepődött ezen, mivel nem számított arra, hogy újra együttműködik a P.A. Works-szel. Horikava elmagyarázta, hogy a produkciós személyzet most már képes kezelni azokat a dolgokat, amelyeket nem sikerült teljes mértékben megvalósítani az Angel Beats gyártása során. Maeda nem gondolta, hogy valaha is részt vesz egy másik anime sorozat tervezésében, de azt mondta, hogy nincs más választása, mint elfogadni Horikava ajánlatát, miután megbeszélte vele. Toba megkérte Maedát, hogy írjon egy "Key-szerű történetet", Maeda pedig azzal kezdte, hogy felhasználta az Angel Beats-el kapcsolatos korábbi tapasztalatait. Próba-hiba eljáráson ment keresztül, hogy kiderítse, milyen beállítás és történet működne jól egy anime sorozat számára.
Már jóval azelőtt, hogy Charlotte-on dolgozott volna, Maeda kidolgozta egy olyan történet koncepcióját, amelynek szereplői tökéletlen szuperhatalommal bírnak, és együttműködniük kell egymással a felmerülő események megoldásában. Maeda eredetileg három külön ötletet nyújtott be egy történethez Tobának, és megkérdezte tőle, melyik tetszik a legjobban. Miután azonban Toba rámutatott a másik kettő egyikére, Maeda egyértelművé tette, hogy meg akarja csinálni azt a történetet, amelyből Charlotte lesz. A történet megírásakor Maeda átgondolta azt is, hogy bizonyos dolgokat miként csinált Angel Beats-szel. Különösen arra törekedett, hogy nagyobb hangsúlyt fektessen a szereplők viselkedésére. Maeda szűkítette Charlotte főszereplőinek számát Angel Beatshez képest, amely nem tudott minden egyes karakterre összpontosítani. Toba úgy érezte, hogy Maedát befolyásolta az Angel Beats című műve, ami megváltoztatta gondolkodási folyamatát és azt, amit Charlotte-ban akart ábrázolni.
Maeda gondolt a problémákra, amik az Angel Beats nagy főszereplőszáma miatt merültek fel, például az átfedésben lévő személyiségjegyek, és hogy nem tudott mindenkinek a személyiségjegyeire emlékezni, és ezeket a szempontokat felhasználta Charlotte megírásakor. Hasonlóképpen, az Angel Beats-nál Na-Ga aggódott amiatt, hogy a rajzolatok túl hasonlóak a karakterek között, és felhasználta ezt a tapasztalatot Charlotte-nál. Dzsódzsiró Takadzsó fejlesztésekor eredetileg más megjelenésű és személyiségű volt, de a fejlesztési folyamat során végül hasonlóvá vált az Angel Beats Takamacújához. Maeda meglehetősen korán elhatározta, hogy Jú Otoszakát kisstílű csalóvá teszi a Charlotte elején, mert még soha nem készített ilyen karaktert. Amikor megpróbált Charlotte-nak címet választani, Maeda barátja, Nakagava Taiszei olyan címet javasolt, amelyet "AA" -ként lehet rövidíteni, az Angel Beats "AB" rövidítésének hasonlósága alapján.  Maedának azonban nem tetszett a cím, és a Charlotte címet úgy alakította ki, hogy az meghaladja az eredeti "AA" címet. A Charlotte címet a japán Art-School együttes "Charlotte" (シャーロット; Hepburn: Shārotto) című dala alapján alkotta meg.

### Fejlesztés
Amikor a Charlotte dolgozói csapatán gondolkoztak, Toba gondolta, hogy jobb lenne, ha nem pontosan ugyanaz a csapat dolgozna a sorozaton, ami az Angel Beats-en dolgozott. Miután már elhatározta, hogy ragaszkodik a Maedához, a Na-Ga-hoz és a P.A. Works-hez, Toba arra törekedett, hogy olyan személyzetet hozzon össze, amely új változatosságot ad az alkotói folyamatnak, és ezzel megakadályozza, hogy az Angel Beats-en végzett munka befolyásolja őket. Ezt szem előtt tartva Toba olyan rendezőt szeretett volna, aki jól értette Angel Beats-et és aki szintén alkalmasak lehetnek Charlotte rendezőjének, és így esett a választása Aszai Josijuki-ra. Toba figyelembe vette Aszai történetének forgatását, amit az Angel Beats két epizódja során végzett, és úgy gondolta, hogy a Charlotte jó alkalom lenne neki mint egy első rendezői munka. Aszai-t is olyan személynek látták, aki képes kezelni a komikus és a komoly pillanatokat egyaránt. Amikor Horikava először nézett Charlotte hiányos forgatókönyvére, azt mondta Maedának, hogy nem érzett ugyanolyan lelkesedést, mint amilyen az Angel Beats-nél volt. Miután azonban meglátta az egész forgatókönyvet, Maeda megkönnyebbülésére eloszlottak vele kapcsolatos aggályai.
Míg az egész forgatókönyv még a tervezet fázisában volt, Maeda átdolgozta azokat a sorokat, amelyek természetellenesnek tűntek, miután mások véleményét kérték róla, beleértve Na-Ga véleményét is. A forgatókönyv megírásakor Maeda tudatosan törekedett a Charlotte megírása közben egy anime sorozat kereteihez, szemben azzal, amikor az Angel Beats forgatókönyvét írta, amelyet bevallása szerint inkább egy videojáték kereteihez írt. Így Toba úgy érezte, hogy Charlotte Maeda erőfeszítése volt, hogy olyan történetet írjon a legtisztább formájában, amelyből nem lehet videojátékot készíteni, ellentétben az Angel Beats-szel.  Toba azt is megjegyezte, hogy a Charlotte-ban szereplő karaktereket nem egy videojáték-forgatókönyvhöz írták, főleg a főszereplőt, és folytatta Horikava érzését, miszerint a Charlotte olyan Maeda számára, mint egy I-regény. Toba kifejtette, hogy ez Maeda azon erőfeszítéseinek eredménye, hogy megszüntesse a videójáték forgatókönyvének megírásából fakadó korlátozásokat.
Szekigucsi Kanamit választották karaktertervezőnek, miután Horikava észrevette munkáját az Angel Beats kilencedik részének animációs rendezőjeként, és Toba alig várta, hogy hogyan készítse el Na-Ga eredeti terveit. Amikor eljött az ideje, hogy művészeti vezetőt válasszon, Higjasiddzsi Kazukit a munkahelyi buzgalma és Horikava művészi tehetségébe vetett bizalma miatt választották; Higjasiddzsi volt az Angel Beats művészeti vezetője is. Hasonlóképpen, Iida Szatokit visszahozták Charlotte-on dolgozni, mint hang- és zeneigazgatót, és ő is segített a forgatókönyv korrektúrájában, amit az Angel Beats számára is tett. Iidát nagyrészt a Maedával folytatott jó kommunikációja miatt választották, és azért, hogy a lehető legjobban kihasználhassa az Angel Beats-el kapcsolatos tapasztalatait. Amikor a How-Low-Hello zenéjét írta, Maeda újra felhasznált néhány régebbi dalt, amelyeket az 1990-es években hallgatóként komponált, és úgy vélte, hogy szelektívek az adott időszak legjobb dalaihoz. Abban az időben koncepciója a dalok komponálásakor "korai B'z " volt, de Maeda megjegyezte, hogy ez már nincs így az elkészült dalokkal.

## Média

### Manga
Egy négy paneles képregény manga, amit Komovata Haruka illusztrált,  Charlotte The 4-koma: Seishun o Kakenukero! (Charlotte The ４コマ せーしゅんを駆け抜けろ!)( Charlotte A ４ コ マ せ ー し ゅ ん を 駆 け 抜 け ろ! ) címmel, Az ASCII Media Works 2015. március 30-án eladott Dengeki G képregényének  a 2017. március 30-án értékesített 2017. májusi kiadásba sorolták. Három tankóbon kötet a Charlotte The 4-koma: Seishun o Kakenukero!-ból 2015. szeptember 26. és 2017. május 27. között jelent meg. Egy második manga, amelyet Ikezava Makoto és Curuszaki Jú illusztráltak, a Charlotte címet viseli, és a Dengeki G képregényének 2015. szeptember 30-án és a 2019. február 27-én 2018. december 27-én eladott szeptemberi számából került sorozatba  A Charlotte elérhető a Kadokawa Corporation ComicWalker weboldalán is. Hat tankóbon kötetet a Charlotte-ból kiadtak 2015. augusztus 27 és 2019. január 26. között 

### Anime
A 13 epizódból álló Charlotte anime televíziós sorozatot Aszai Josijuki rendezte, a P.A. Works és az Aniplex készítette. A sorozat Japánban 2015. július 5. és szeptember 27. között került adásba. A forgatókönyvet Maeda Dzsun írta, aki eredetileg a sorozat megalkotója volt. A fő animátorok Szugimicú Noboru és Szekigucsi Kanami voltak, Szekigucsi pedig az anime-ben használt karaktertervezést Na-Ga eredeti mintáira alapozta. A hang és zene irányítását Iida Szatoki vezette. A sorozat 2015. szeptember 23. és 2016. március 30. között hét Blu-ray / DVD összeállítási kötetben jelent meg korlátozott és rendszeres kiadásban. A hetedik kötet egy eredeti videoanimációs epizódot tartalmazott. Három Maeda által írt dráma CD-t adtak ki, amelyeket az anime szereplői adtak elő, az első, a harmadik és az ötödik kötettel. Észak-Amerikában a sorozatot az amerikai Aniplex licenszelt, amit az Aniplex Channel, a Crunchyroll, a Hulu, a Daisuki, a Viewster és az Animax Asia simulcast-ben vetített. A sorozatot a Madman Entertainment licenszelte be digitális terjesztésre Ausztráliában és Új-Zélandon, akik az AnimeLab-on simulcast-ben vetítették a sorozatot. Az Anime Limited az anime sorozatot engedélyezte az Egyesült Királyságban, és 2017. május 29-én kiadta Blu-ray-n.
Az anime zenéjét Maeda, Hikarishuyo és az Anant-Garde Eyes csoport alkotja, akik szintén a zenei berendezést szolgáltatták . A zene a Key kiadónál, a Key Sounds Label-en jelent meg . A "Yakeochinai Tsubasa" (灼け落ちない翼)  kislemez 2015. augusztus 26-án jelent meg korlátozott (CD + DVD) és rendszeres (CD) kiadásokban; a limitált kiadású DVD tartalmazza a kezdő és befejező videókat kredit nélkül. Két történeten belüli együttes létezik: a How-Low-Hello Uchida Maaya énekével és Zhiend Marinája énekével. Egy kislemez és egy album jelent meg mindkét együttes számára 2015-ben. Szeptember 2-án jelent meg a How-Low-Hello "Rakuen Made / Hatsunetsu Days" (楽園まで/発熱デイズ)  kislemeze, szeptember 30-án pedig a zenekar Smells Like Tea, Espresso című albuma. Zhiend "Trigger" kislemeze szeptember 9-én jelent meg, a zenekar Echo albuma pedig október 14-én jelent meg két CD-ként, mind angol, mind japán dalszövegekhez. Az anime eredeti filmzene 2015. november 4-én jelent meg két CD-ként.
A Charlotte Radio: Tomori Nao no Seitokai Katsudō Nikki (Charlotteラジオ 〜友利奈緒の生徒会活動日誌〜; Hepburn: Charlotte Radio: Nao Tomori's Student Council Activity Log)  című sorozatot népszerűsítő internetes rádióműsor 13 heti adást közvetített július 6. és szeptember között. 2015. december 28-án a Niconicón . A műsort a Hibiki Rádión és az Onsen-en is elérhető volt, Szakura Ajane (Nao hangja) volt a házigazdája. A bemutatóhoz két CD-válogatás jelent meg 2015. szeptember 30. és 2016. január 27. között.

## Fogadtatás
Az Anime News Network véleményében Ekens Gabriella kritikus dicsérte a sorozatot az "egyedülálló, felidéző pillanatok megformálásáért", de folytatta, hogy "probléma merül fel, ha megpróbálja nagyobb képbe kötni őket". Ekens bírálta a műsor ütemét és felépítését, "hatástalan ... terjedő elbeszélési ötletek gyűjteményének" nevezte, és összehasonlította " Anohanával, amely hirtelen átvált Sötétebb a feketénél-be ". Ekens megjegyzi továbbá, hogy tematikus célja "Jun Maeda lehetőségének tűnik a Madoka Magica által felvetett érzelmi dilemmák melodramatikus kidolgozására". Összességében a Charlotte-ot dicsérték szórakoztató értéke és kiszámíthatatlansága miatt, de "műalkotásként csalódást okoz". Korán Ekens úgy jellemezte a sorozatot, hogy "éles komikus időzítéssel rendelkezik"  és a negyedik epizód szerint a komikus elemeket "már sokkal viccesebbnek, mint a Plastic Memories " dicsérte. Azt mondta, hogy "néma, de ugyanolyan okokból szeretem, mint Seraph of the End: Vámpíruralom " című vígjátékot. Chris Beveridge The rajongók posta talált Charlotte ' kiszámíthatatlansága »megnyerő« és annak animáció »szép«. Ekens dicsérte a PA Works-et dinamikus rendezésük és "kifejező operatőrségük" miatt, amely "különálló, kellemes esztétikát" kínál.
Egy oszlopban a Mainichi Shimbun Mantanweb portálján, a Charlotte-ot dicsérték az egyensúlya miatt, ami a széles közönség elérését segíti, a "mag" rajongóktól az alkalmi anime-nézőkig, annak tekintetében, hogy a kreatív használata sajátos karaktereknek párosul forgatókönyv középpontjában a problémák megoldásáról. Koarai Rjo rovatvezető megdicsérte Charlotte-ot, amiért az első epizódtól kezdve behúzta a nézőt Jú meglepő, unortodox személyisége miatt, ellentétben azzal, ahogy emberfeletti képességét használja mindennapjaiban. Nakazava Szedzsi író dicséretet mondott a Charlotte-nak, amiért első pillantásra dacolt a "moe anime" sztereotípiával, és ehelyett "emberi drámának" nevezte. Megjegyzi, hogy a Charlotte nagyjából ugyanúgy van megírva, mint Maeda korábbi művei, amikor vicceket illesztenek be a súlyos pillanatok közé, hogy némi megkönnyebbülést nyújtson a nézőnek. Míg Nakazava elismeri, hogy egyesek megtalálhatják a poénokat a Charlotte corny-ban, ő elfogadhatónak találja őket, és egy szájpadtisztítóhoz hasonlítja őket.
A hét Blu-ray összeállítása kötetek rangsorolva a felső 15 a japán Oricon heti Blu-ray eladások chart animáció: Volume egy rangsorolt No. 1, térfogat két rangsorolt No. 6, térfogatú három rangsorolhatók 9. szám, negyedik kötet a No. A 4., ötödik kötet a 10., hatodik a 13., , a hetedik kötet pedig a 3. A "Bravely You / Yakeochinai Tsubasa" nyitó és befejező főcímdal a japán Oricon heti kislemezlistán a 4. helyen debütált, az első értékesítési héten több mint 23 000 példány kelt el. A How-Low-Hello "Rakuen Made / Hatsunetsu Days" kislemeze az Oricon kislemezlistáján a 9. helyen debütált, és az első értékesítési héten mintegy 9 300 példányt adott el. A How-Low-Hello Smells Like Tea című albuma az Espresso az Oricon albumlistáján a 12. helyen debütált, és az első értékesítési héten mintegy 9 500 példányt adott el. Zhiend „Trigger” kislemeze az Oricon kislemezlistáján a 11. helyen debütált, és az első értékesítési héten mintegy 14 000 példányt adott el. Zhiend Echo című albuma az Oricon albumlistájának 4. helyén debütált, és az első értékesítési héten mintegy 10 300 példányt adott el. A Charlotte Original Soundtrack az Oricon albumlistán a 9. helyen debütált, és az első értékesítési héten mintegy 6600 példányt adtak el.

## Fordítás
Ez a szócikk részben vagy egészben  a   Charlotte (TV series) című angol Wikipédia-szócikk ezen változatának fordításán alapul.  Az eredeti cikk szerkesztőit annak laptörténete sorolja fel. Ez a jelzés csupán a megfogalmazás eredetét és a szerzői jogokat jelzi, nem szolgál a cikkben szereplő információk forrásmegjelöléseként.